# In Your Eyes (canción de Inna)
«In Your Eyes» es una canción grabada por la cantante rumana Inna para su tercer álbum de estudio, Party Never Ends (2013). Fue lanzado como el sexto sencillo del disco el 3 de diciembre de 2013 a través de Roton, con la colaboración del cantante puertorriqueño Yandel. La pista–grabada en Rokstone Studios–fue escrita por Steve Mac, Yandel e Ina Wroldsen, mientras que la producción fue manejada por Mac. Musicalmente, «In Your Eyes» está inspirada en la música latina y abarca un estilo hip hop debido a la contribución de Yandel.
Los críticos de música elogiaron el atractivo de la canción y la consideraron «apropiada para los clubes nocturnos». «In Your Eyes» también fue nominada en la categoría «Canción del Año Pop-Dance» en los RRA Awards del 2014. Para promover el sencillo, un video musical fue filmado por Barna Nemethi en Bucarest y Miami, y subido al canal oficial de Inna en YouTube el 16 de octubre de 2013. El videoclip hace uso de luces de neón y presenta bailes en barra. Los críticos compararon su estilo con el video de Rihanna «Pour It Up» (2013). La cantante también interpretó la pista en varias ocasiones. Comercialmente, «In Your Eyes» alcanzó el top 50 en Turquía, Polonia, España y Rumanía.

## Antecedentes y lanzamiento
«In Your Eyes» fue escrita por Steve Mac, Yandel y Ina Wroldsen, mientras que la producción fue manejada exclusivamente por Mac. La pista fue grabada y mezclada en Rokstone Studios en Londres por Chris Laws, con ingeniería hecha por Laws y Dann Pursey. Mac también produjo sintetizadores y sonidos de piano adicionales, con Laws proporcionando ritmos de batería. Una versión solista de la canción fue incluida en el tercer álbum de estudio de la cantante, Party Never Ends (2013). En una entrevista con Ruta Latina en agosto de 2013, Inna confirmó que «In Your Eyes» sería lanzado como el sexto sencillo del disco, pero sin la contribución de Yandel. Fue finalmente estrenado para su descarga digital el 3 de diciembre de 2013 por Roton. También fue incluido en la «Playlist Hot 20» de la Radio Eska ese mismo mes.

## Composición y recepción
«In Your Eyes» tiene un ritmo rápido de dance con influencias de la música latina. A través de su contribución, Yandel añade hip hop a la pista. La instrumentación de la canción contiene «ritmos de house rumanos» y armonías. Tobias Moland, del sitio web alemán Dance Charts, describió a «In Your Eyes» como «pegadiza», elogiando además las vocales de Inna. Un editor de Tophit dijo que la canción estaba «llena de libertad y deseo», llamándola «apropiada para los clubes nocturnos». Reagan Gavin Rasquinh de The Times of India pensó que «In Your Eyes» era la pista más pegadiza de Party Never Ends, aunque escribió que el coro era «tonto y un poco sobregrabado». La canción recibió una nominación en la categoría «Canción del Año Pop-Dance» en los RRA Awards del 2014.
Comercialmente, la pista ingresó en el Airplay 100 de Rumania en el puesto número 78 para la semana del 3 de noviembre de 2013, ascendiendo al número 44 el 8 de diciembre de 2013. En Rusia, la canción alcanzó el número 155, permaneciendo por siete semanas en la lista Tophit del país, mientras que también alcanzó el número 23 en la lista Dance Top 50 de Polonia. «In Your Eyes» fue moderadamente exitoso en España, donde debutó en el número 48 y alcanzó el número 31, quedándose por ocho semanas. En Turquía, la pista alcanzó su punto máximo en el número 15.

## Video musical
Un video musical de acompañamiento para «In Your Eyes» fue filmado por Barna Nemethi a finales de agosto de 2013 en Bucarest, con John Perez desempeñándose como director de fotografía. Fue subido al canal oficial de Inna en YouTube el 16 de octubre de 2013. Las escenas con Yandel fueron filmadas por separado en Miami a principios de septiembre de 2013. Según Nemethi, el concepto del videoclip es «simple» y «minimal», con influencias de la película estadounidense Spring Breakers (2013) y el material del grupo sudafricano Die Antwoord.
El video comienza con Inna vistiendo un leotardo rosa, después de lo cual ella y otras chicas practican el baile en barra. Posteriormente, la cantante aparece con un pantalón negro y una blusa rubia delante de un letrero de X iluminado con luces neón en el fondo, mientras coquetea con un chico. Para el primer estribillo, ella y sus bailarines de fondo interpretan coreografías manuales. Después de esto, se ve a Inna y otros en lo que parece ser una huida, con la lluvia cayendo desde arriba; Signos de neón similares se muestran en el fondo. Después de la aparición de Yandel, el video termina con Inna y sus bailarines, moviéndose al ritmo de la pista. Escenas intercaladas muestran a la cantante bailando y realizando una caída en barra frente a una superficie de vidrio mojada.
Yohann Ruelle de Pure Charts etiquetó el video como «sexy», comparándolo con el de «Pour It Up» (2013) de la cantante barbadense Rihanna, por el uso de trajes de luz, secuencias de baile en barra y el «juego de luz, entre la niebla y el neón sensual». Alexandra Necula de InfoMusic hizo eco del pensamiento de Ruelle, notando además el uso de efectos de agua en ambos videoclips. Un editor de Libertatea escribió: «La cantante aparece con poca ropa, exponiendo su cuerpo perfecto. Una de las escenas más atractivas es donde Inna aparece con una blusa rubia que deja una parte de sus pechos a la vista para incitar a la imaginación de quienes verán el video».

## Presentaciones en vivo
El 5 de noviembre de 2013, Inna subió un video en YouTube donde interpreta «In Your Eyes» en el techo de un edificio en Venice Beach como parte de su serie «Rock the Roof». Para la octava temporada del show de talentos rumano Te cunosc de undeva!, los cantantes rumanos Raluka y Alex Velea personificaron a Inna y Yandel, respectivamente, mientras cantaban la canción. La artista también presentó la pista en el World Trade Center Ciudad de México.

## Formatos
Versiones oficiales
1. «In Your Eyes» – 2:45
2. «In Your Eyes» (featuring Yandel) – 3:17
3. «In Your Eyes» (featuring Yandel) [Extended version] – 5:17
4. «In Your Eyes» (Adi Perez Remix Edit) – 4:09

## Personal
Créditos adaptados de las notas de Party Never Ends y el video musical oficial.

### Grabación
- Grabado en Rokstone Studios, Londres, Reino Unido

### Créditos
- Chris Laws – batería, ingeniero, mezcla de audio
- Steve Mac – compositor, productor, piano, sintetizadores
- Dan Pursey – ingeniero
- Llandel Veguilla – compositor
- Ina Wroldsen – compositora

## Posicionamiento en listas
| España  | PROMUSICAE        | 31  |
| Polonia | Dance Top 50      | 23  |
| Rumania | Airplay 100       | 44  |
| Rusia   | Tophit            | 155 |
| Turquía | Number One Top 20 | 15  |

## Historial de lanzamiento
| Región         | Fecha                   | Formato          | Discográfica   |
| -------------- | ----------------------- | ---------------- | -------------- |
| Rumania        | 3 de diciembre de 2013  | Descarga digital | Roton          |
| Italia         | 5 de diciembre de 2013  | Descarga digital | DIY            |
| Italia         | 6 de diciembre de 2013  | Radio airplay    | DIY            |
| España         | 10 de diciembre de 2013 | Descarga digital | Blanco y Negro |
| Estados Unidos | 17 de diciembre de 2013 | Descarga digital | Ultra          |